# Долль, Томас
То́мас Долль (нем. Thomas Doll; 9 апреля 1966, Мальхин, Нойбранденбург, ГДР) — немецкий футболист и тренер. Выступал на позиции полузащитника и нападающего.

## Карьера игрока

### Клубная карьера
Карьеру игрока Томас Долль начал в своём родном городе Мальхине в юношеской команде «Локомотив». Скоро он был замечен специалистами из клуба «Ганза» и перешёл в молодёжную команду Ростока. А в 1983 году стал играть за основную команду. После того как «Ганза» в 1986 году вылетела из Оберлиги, он перешёл в берлинское «Динамо». После объединения Германии Долль переходит в «Гамбург». После очень удачного сезона 1990/91 игрой Долля заинтересовались зарубежные клубы и он был продан в «Лацио» за рекордную тогда сумму в 15 миллионов марок, что помогло «Гамбургу» погасить большую часть долгов клуба. После двух с половиной сезонов в Италии Долль вернулся в Бундеслигу в «Айнтрахт» из Франкфурта. Но из-за многочисленных травм за два сезона смог сыграть только 28 игр. Следующие два сезона Долль провёл в аренде в итальянском «Бари», после чего вернулся в «Гамбург», где в 2001 году по состоянию здоровья закончил активную карьеру игрока. В последнем сезоне из-за травм Долль не смог сыграть ни одного матча от начала до конца.

### Сборные
За сборную ГДР между 1986 и 1990 годами Долль провёл 29 игр (7 голов). Дебют состоялся 26 марта 1986 года в матче против сборной Греции (0:2), первый гол забил 3 июня 1987 года сборной Исландии (6:0). Кроме этого Долль в 1986—1988 годах сыграл 14 матчей (2 гола) за олимпийскую сборную ГДР.
За сборную Германии в 1991—1993 годах Долль сыграл 18 игр и забил единственный гол 16 октября 1991 года в отборочном матче чемпионата Европы против сборной Уэльса. В 1992 году принимал участие в чемпионате Европы в Швеции и стал вице-чемпионом Европы.

## Карьера тренера

### «Гамбург»
В 2002 году Долль становится тренером любительской команды «Гамбурга», а в октябре 2004, после отставки Клауса Топпмёллера, принимает руководство первой командой. После слабого старта в сезоне (последнее место в Бундеслиге) Доллю удалось качественно улучшить игру команды, особенно в гостевых играх.
В сезоне 2005/06 Долль добился целого ряда успехов. «Гамбург» стал победителем Кубка Интертото, обыграв в финале «Валенсию». Это позволило клубу принять участие в розыгрыше Кубка УЕФА, а по итогам сезона занять третье место. Кроме того, «Гамбург» смог впервые почти за 25 лет дважды за сезон обыграть «Баварию». В летнюю паузу несколько важных игроков покинуло «Гамбург», и несмотря на то, что клуб квалифицировался для участия в Лиге чемпионов УЕФА, постепенно в игре команды в сезоне 2006/07 наступил спад. 1 февраля 2007 после того, как команда набрала всего 15 очков в 19 играх, Долль был освобождён от занимаемой должности.

### «Боруссия» (Дортмунд)
13 марта 2007 года Долль занял место тренера «Боруссии», сменив подавшего в отставку Юргена Рёбера. В «Боруссии» ему была поставлена задача спасти клуб от вылета из Бундеслиги. Долль выполнил эту задачу в 32-м туре добившись победы в гостевом матче с «Вольфсбургом».
Первая половина сезона 2007/08 прошла для «Боруссии» относительно неудачно. Команда завершила его на десятом месте, но тем не менее в январе 2008 года было объявлено о продлении контракта с Доллем на следующие два года.
По окончании сезона, который «Боруссия» закончила на 13 месте, и после проигранного полуфинала Кубка Германии, Долль подаёт в отставку, которая принимается руководством клуба.

### «Генчлербирлиги»
В июне 2009 года Долль принял приглашение турецкого «Генчлербирлиги» и подписал двухлетний контракт по системе 1+1.

### «Аль-Хиляль»
20 июля 2011 года чемпион Саудовской Аравии клуб «Аль-Хиляль» принимает Долля на должность главного тренера, но 20 января 2012 года увольняет.

### «Ференцварош»
18 декабря 2013 года Долль становится главным тренером венгерского «Ференцвароша».

### «Ганновер 96»
27 января 2019 назначен тренером «Ганновера 96» после отставки Андре Брайтенрайтера.

## Личная жизнь
Томас Долль женат вторым браком. От каждого брака у него по одной дочери.

## Почётные звания
В 2005 году был назван «Человеком года» немецкого футбола по версии журнала «Киккер». В том же году был выбран «Гамбуржцем 2005».